# Asenowo (obwód Jamboł)
Asenowo (bułg. Асеново) – wieś w południowo-wschodniej Bułgarii, w obwodzie Jamboł, w gminie Tundża. Według danych Narodowego Instytutu Statystycznego, 31 grudnia 2011 roku wieś liczyła 93 mieszkańców.